# Ophiorrhiza treutleri
Ophiorrhiza treutleri är en måreväxtart som beskrevs av Joseph Dalton Hooker. Ophiorrhiza treutleri ingår i släktet Ophiorrhiza och familjen måreväxter. Inga underarter finns listade i Catalogue of Life.